# Scooch
Scooch es un grupo dance formado en Reino Unido en 1999. Se disolvieron al año siguiente y volvieron a juntarse en 2004. Fueron elegidos en el programa Making your mind up representantes ingleses en el Festival de la Canción de Eurovisión 2007 con el tema "Flying the flag (for you)". Finalmente acabaron en el vigésimo tercer puesto de 24, con tan solo 19 puntos, obtenidos gracias a Irlanda, que le dio 7 puntos, y a Malta, que le dio 12. Han editado dos discos de estudio y cinco sencillos.

## Integrantes
- Natalie Powers (1977)
- Caroline Barnes (1979)
- David Ducasse (1978)
- Russ Spencer (1980)

## Discografía
- Singles
  - (1999) "When My Baby" #29 UK
  - (2000) "More Than I Needed To Know" #5 UK #1 Jap
  - (2000) "The Best Is Yet To Come" #12 UK
  - (2000) "For Sure" #15 UK
  - (2007) "Flying the Flag (for You)" #5 UK, #5 China, #7 Francia, #8 Alemania, #9 Israel, #10 Japón, #25 Australia, #48 Irlanda

- Álbumes
  - (2000) Welcome to the Planet Pop #19 Jap
  - (2000) For sure #41 UK
  - (2007) For sure (reedición) #127 UK